# Klossia
Klossia là một chi thực vật có hoa trong họ Thiến thảo (Rubiaceae).

## Loài
Chi Klossia gồm các loài: